# Cratere Escorial
Escorial  è un cratere sulla superficie di Marte.